# Atrichopogon unilineatus
Atrichopogon unilineatus är en tvåvingeart som beskrevs av Remm 1967. Atrichopogon unilineatus ingår i släktet Atrichopogon och familjen svidknott. Inga underarter finns listade i Catalogue of Life.